# Ođđasat
Ođđasat è un notiziario in lingua sami, prodotto dalla norvegese NRK, dalla svedese SVT e dalla finlandese Yleisradio. Va in onda dal 2001.

## Storia
La collaborazione su una trasmissione televisiva congiunta nordico-sámi è iniziata nel 2000 tra NRK Sápmi e SVT. Ođđasat è stato lanciato in diretta il 20 agosto 2001 ed è stato trasmesso in simulcast su NRK1 e SVT2.
Qualche mese dopo, a gennaio 2002, anche Yle si è unita nella collaborazione nordico-sámi. Ciò significa che le reti che trasmettono il notiziario si allarga a 3.